# Polittico di Castello Roganzuolo
Madonna col Bambino e santi Pietro e Paolo, noto anche come polittico di Castello Roganzuolo, è un'opera pittorica di Tiziano Vecellio, attualmente custodita nel Museo diocesano Albino Luciani di Vittorio Veneto.

## Storia
Il polittico fu commissionato dalla luminaria di Castello Roganzuolo al Tiziano nel 1543. Tutte le vicende del pagamento, nel quale era compresa la costruzione di una villa in Col di Manza, sono attestate nei registri conservati nella canonica.
L'opera fu ultimata e consegnata solo sei anni dopo, nel 1549, e posta sull'altare maggiore della chiesa dei santi Pietro e Paolo, incorniciata dagli affreschi, ultimati un decennio prima, del pittore serravallese Francesco da Milano.
Nel XX secolo, durante la prima guerra mondiale, l'allora parroco di Castello Roganzuolo, monsignor Giovanni Pizzinato, nascose le tele nel sottotetto della chiesa perché non fossero rubate dagli invasori austriaci, i quali lo sottoposero a duri interrogatori e lo arrestarono, senza ottenere la rivelazione del nascondiglio. Tuttavia, finita la guerra, le tele furono ritrovate in pessime condizioni, coi colori distrutti dall'umidità dell'ambiente in cui erano rimaste stipate.
Malgrado i restauri, in seguito ai quali le tele furono trasferite al Museo Diocesano di Arte Sacra "Albino Luciani" di Vittorio Veneto, gran parte dell'opera versa in uno stato di irreversibile degrado. Inoltre, della quarta parte del polittico, costituita da una cimasa, non si hanno notizie.
Nella chiesa di Castello Roganzuolo restano, posizionati in una cappella laterale, l'originale cassettone dorato del XVI secolo e le copie moderne di trittico e cimasa.

## Descrizione
Le tele presentano rispettivamente le seguenti misure: San Pietro 190x57 cm (posto nel comparto sinistro); Madonna con Bambino 240x80 cm (nel comparto centrale); San Paolo 190x70 cm (nel comparto destro); Cristo deposto sorretto dagli angeli 50x80 cm (nella cimasa).